# Obadja (profet)

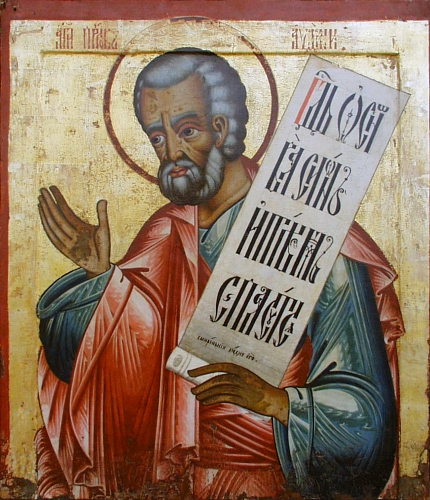
Obadja, karelisk ikon från 1700-talet.

Obadja (Septuaginta: Obdios) kallas författaren av Obadjas bok i Gamla Testamentet, som torde ha tillkommit på 500-talet f.Kr. Han räknas som profet i judendomen och kristendomen. Östortodoxa kyrkan, Orientalisk-ortodoxa kyrkan, Armenisk-apostoliska kyrkan och Katolska kyrkan vördar honom som helgon. De flesta av dessa samfund firar hans minne den 19 november.
Obadjas bok är den kortaste skriften i Gamla Testamentet, och uppgifterna från de kanoniska skrifterna ger inte många uppgifter om bokens författare. Talmud håller för sant att han konverterat från edomiterna till judendomen, och att han var ättling till Esaus son Elifas. Namnet, som betyder Jahves tjänare, förekommer på flera ställen i Gamla Testamentet, och det förekommer att religiösa grupper identifierar författaren till Obadjas bok med några av dessa, till exempel den som nämns i Första Konungaboken 18:3.
- Wikimedia Commons har media som rör Obadja (profet).